# Camille Beauvais
Camille Beauvais (1780? – 1851) è stato un imprenditore e inventore francese.

## Biografia
A 18 anni era a capo di una manifattura per la seta a Lione, a 20 anni impiegò 2000 operai.
L'imperatore Napoleone lo presentò a Giuseppina di Beauharnais come raro esempio di prezioso talento. Beauvais per primo fabbricò in Francia un tessuto crêpe cinese, preso di nascosto da un pezzo di vestito dell'imperatrice; è stato l'inventore anche di molti altri modi ingegnosi per tessitura della seta. All'età di 26 anni fu presidente del "Tribunale di prud'hommes" a Lione. Ottenne la croce della Legion d'Onore nel 1817. Si ritirò dagli affari come produttore molti anni prima della sua morte ma continuò a nutrire grande interesse per il commercio della seta. Sollecitò ed ottenne dal governo francese a condizioni molto vantaggiose la locazione di una certa porzione della foresta di Sénart, dove collocò gli stabilimenti per l'allevamento del baco da seta.
Beauvais ideò un sistema di allevamento del baco da seta di tipo artificiale in cui la temperatura e l'umidità erano tenute sotto controllo per mezzo di appositi condotti d'aria. Il procedimento inventato consisteva nell'espellere dalla bigattaia, con l'uso di grandi ventilatori, l'aria viziata sostituendola con aria fresca. Lo scopo era quello di passare, in meno di ventiquattro giorni, dalla semente alla formazione del bozzolo, risparmiando così tempo e manodopera. Il metodo venne utilizzato per la prima volta a Castel Goffredo, in provincia di Mantova, da Bartolomeo Riva presso la sua residenza estiva di "Corte Palazzo", dando così vita alla coltura del baco su scala industriale.